# 相ヶ浜
相ヶ浜（あいがはま）は、徳島県鳴門市鳴門町土佐泊浦の大毛島にある瀬戸内海に面した海岸である。

## 地理
鳴門公園内にある砂浜で、大鳴門橋と千畳敷展望台のほぼ真下に位置し、鳴門海峡の激流を間近に見ることができる。
相ヶ浜から海上約100mには大鳴門橋の橋脚に位置する裸島が浮かぶ。

## 交通
- JR鳴門線鳴門駅より車で約20分。
- 神戸淡路鳴門自動車道「鳴門北インターチェンジ」より車で約10分。